# Nycteropa
Nycteropa is een geslacht van vlinders uit de familie Oenosandridae. Deze vlinders komen uitsluitend voor in Australië.

## Soort
Het geslacht Nycteropa omvat slechts één soort:
- Nycteropa subovalis Turner, 1941